# Scia elettronica
La scia elettronica è il disturbo lasciato dopo che una particella carica ad alta energia attraversa materia condensata o plasma. Gli ioni, passando, possono introdurre oscillazioni periodiche nel reticolo cristallino o onde di plasma con la frequenza caratteristica del cristallo o della frequenza di plasma. Le interazioni del campo create da queste oscillazioni con il campo di particelle cariche si alternano da interferenze costruttive a interferenzedistruttive, producendo onde alternate di campo elettrico e spostamento. La frequenza del campo di scia è determinata dalla natura della materia penetrata e il periodo del campo di scia è direttamente proporzionale alla velocità della particella carica in entrata. L'ampiezza della prima onda di scia è la più importante, poiché produce una forza frenante sulla particella carica, che alla fine la rallenta. I campi di scia possono anche catturare e guidare ioni leggeri o positroni nella direzione perpendicolare alla scia. Maggiore è la velocità della particella carica originale, maggiore è l'angolo tra la velocità della particella iniziale e la velocità dello ione catturato.